# Brocas Helm
Brocas Helm es una banda estadounidense de heavy metal, formada en la ciudad de San Francisco (California), en 1982.
El nombre del grupo fue tomado de un yelmo medieval homónimo, existente en la Torre de Londres, en Inglaterra.

## Biografía
Brocas Helm fue fundado en 1982 por Bobbie Wright, James Schumacher, Jack Hays y John Gray. En 1983, la banda lanzó su primer demo. 
En 1984 lanzaron su primer álbum, "Into Battle!" en First Strike Records mientras que, poco después, el sello alemán Steamhammer lo empezó a distribuir en Europa.
Después de algunos desacuerdos con la compañía grabadora (por ejemplo, la portada de "Into Battle!", elegida sin el consentimiento de la banda), Brocas Helm y First Strike Records decidieron finalizar su relación contractual.
El álbum "Black Death", con Tom Behney en guitarra, le llevó al grupo 5 años de duro trabajo. El objetivo principal de la grabación fue captar el interés de un sello importante, sin embargo, después de una larga búsqueda infructuosa, la banda cedió las cintas a Gargoyle Records, siendo finalmente "Black Death" lanzado en 1988. 
En 2001, Brocas Helm tocaron en Atenas, Grecia, show que fue grabado, y editado en 2004 por el sello Eat Metal Records, bajo el título de "Black Death in Athens" mientras que, el mismo año, la banda lanza el esperado tercer álbum, "Defender of the Crown".
Las canciones "Cry of the Banshee" y "Drink the Blood of the Priest" se usaron en el videojuego de 2009 Brütal Legend.

## Discografía
- "Into Battle!" (1984)
- "Black Death" (1988)
- "Black Death in Athens" (En vivo, 2004)
- "Defender of the Crown" (2004)